# Figen Yüksekdağ

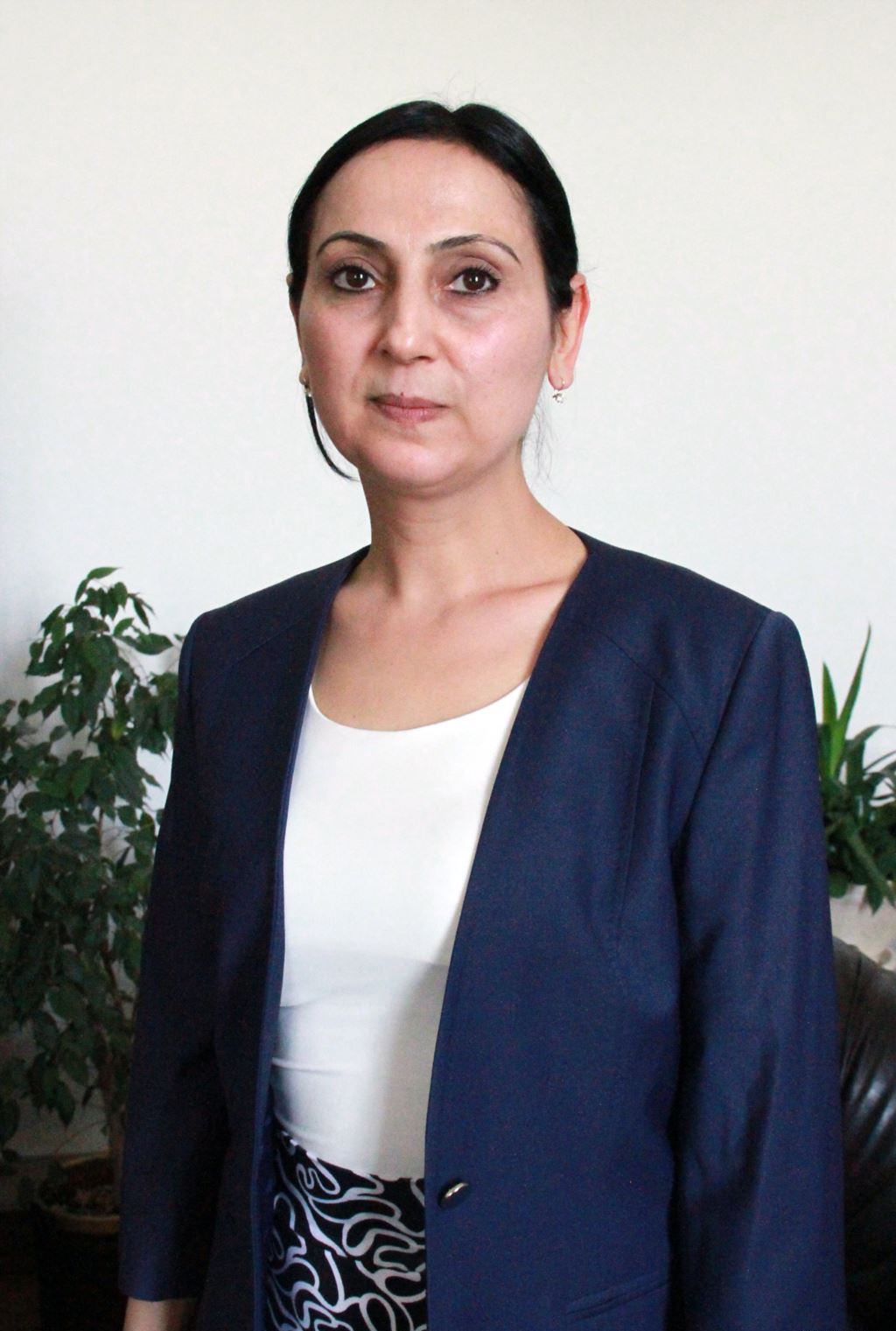
Figen Yüksekdağ, 2014

Figen Yüksekdağ (* 9. November 1971 in Ceyhan, Adana) ist eine türkische Politikerin. Sie war Abgeordnete in der Großen Nationalversammlung und neben Selahattin Demirtaş Co-Vorsitzende der Oppositionspartei Halkların Demokratik Partisi (HDP). Beides wurde ihr von den Behörden entzogen.
Ein türkisches Gericht verurteilte sie laut Medienberichten im Mai 2024 zu 30 Jahren und drei Monaten Haft. Der Parteivorsitzende Selahattin Demirtaş wurde zu insgesamt mehr als 40 Jahren Gefängnis verurteilt.

## Leben
Figen Yüksekdağ wuchs als neuntes von zehn Kindern in einem landwirtschaftlichen Haushalt im Dorf Gölovası, Kreis Yumurtalık, in der Provinz Adana auf. Sie beschrieb 2015 ihre Familie als gläubig, konservativ und nationalistisch. Ihr Vater legte großen Wert darauf, dass seine Töchter studierten und erfolgreich waren. Während ihrer Zeit auf dem Gymnasium begann sie sich politisch zu betätigen und schloss sich der Arbeiterbewegung an. Als sie auf einer Erster-Mai-Demonstration verhaftet wurde, führte dies in der Familie zu Konflikten. Yüksekdağ verließ mit 18 Jahren ihr Elternhaus und ging nach Istanbul; später normalisierte sich das Verhältnis zu ihrer Familie wieder.

### Politische Karriere
Für die Parlamentswahl 2002 kandidierte sie erstmals als unabhängige Kandidatin im Wahlkreis Adana. Einige Jahre war sie in der Frauenrechtsbewegung aktiv, dann Herausgeberin der Sozialistischen Frauenzeitschrift. Aufgrund ihrer politischen Tätigkeit im Vorstand der von der Marksist Leninist Komünist Parti herausgegebenen Zeitung Atılım wurde sie 2009 während einer Demonstration verhaftet. Im Gefängnis heiratete sie den Nachrichtenchef der Zeitung, Sedat Şenoğlu. Nach ihrer Freilassung gehörte sie 2010 zu den Gründern der Ezilenlerin Sosyalist Partisi, ab dem 29. Januar 2010 war sie deren Vorsitzende. Am 7. September 2014 legte sie das Amt nieder und trat zur HDP über. Noch im gleichen Jahr schloss sich dann die ESP der als Dachpartei mehrerer Kleinparteien fungierenden HDP an. Auf dem 2. ordentlichen Parteikongress der HDP wurde Figen Yüksekdağ am 22. Juni 2014 zur Co-Vorsitzenden gewählt.
Die HDP erhielt bei der Parlamentswahl am 7. Juni 2015 aus dem Stand 13,1 Prozent und 80 der 550 Sitze in der Nationalversammlung. Wäre die HDP an der Zehn-Prozent-Hürde gescheitert, hätte die islamisch-konservative Regierungspartei AKP im Parlament über eine absolute Mehrheit verfügt. Yüksekdağ ist Abgeordnete für die Provinz Van.
Sie erhob im Sommer 2015 schwere Vorwürfe gegen die türkische Regierung: der Anti-Terror-Kampf, den die Türkei führe, werde eindeutig nicht gegen die Terrormiliz „Islamischer Staat“ (IS) geführt, sondern gegen die kurdischen Kräfte. Es gebe eine strategische und ideologische Nähe zwischen der türkischen Regierung und dem IS. Luftangriffe würden nicht gegen den IS geflogen, sondern gegen die kurdische Bewegung. Seit knapp drei Jahren werde der IS durch die Türkei unterstützt. In Ausbildungscamps innerhalb der Türkei würden Kämpfer ausgebildet und über die Grenze geschickt.
Bei der vorgezogenen Parlamentswahl vom 1. November 2015 erhielt die HDP 10,8 Prozent der Stimmen und 59 der 550 Parlamentssitze. Die AKP erhielt mit 49,5 Prozent 317 Sitze und damit die absolute Mehrheit im Parlament.

## Juristische Situation und Prozesse

### Aufhebung der Immunität und Festnahme
Im Mai 2016 wurde auf Betreiben von Staatspräsident Erdogan die Immunität zahlreicher HDP-Abgeordneter im türkischen Parlament aufgehoben. Am Abend des 3. November 2016 wurden nach der Festnahme von Zehntausenden angeblich die staatliche Ordnung bedrohender, regierungskritischer Menschen auch die HDP-Parteivorsitzenden Demirtaş und Figen Yüksekdağ sowie mindestens weitere 13 HDP-Abgeordnete festgenommen. Bundesaußenminister Steinmeier kritisierte die politisch motivierten Verhaftungen. Er stellte fest, das Recht gegen Terrorismus vorzugehen dürfe „nicht als Rechtfertigung dafür dienen, die politische Opposition mundtot zu machen oder gar hinter Gitter zu bringen.“ Auch Bundeskanzlerin Angela Merkel, Bundespräsident Joachim Gauck sowie Vertreter der EU und der USA kritisierten die Verhaftungen. Seit ihrer Verhaftung 2016 ist Yüksekdağ in einem Gefängnis in Kandıra untergebracht.

### Anklagen
Im Juli 2015 leitete die Staatsanwaltschaft ein Ermittlungsverfahren gegen Selahattin Demirtaş und kurz danach auch gegen Yüksekdağ ein. Ihr wird Propaganda für die von der Regierung als terroristisch eingestufte Kurdenorganisation YPG vorgeworfen. Grund war ein öffentlicher Auftritt im Sommer 2015, bei dem sie ihre Solidarität mit der PYD und der YPG bekundet hatte.

### Verurteilungen
Im Februar 2017 wurde Yüksekdağ nach einer rechtskräftigen Verurteilung zu 10-monatiger Haft das Abgeordnetenmandat entzogen. Vorgeworfen wurde ihr Propaganda für die PKK. Im Folgemonat wurden ihr nach Gerichtsbeschluss die Parteimitgliedschaft und der Parteivorsitz entzogen.
Im April 2017 wurde Yüksekdağ wegen einer Rede, die sie im Februar 2015 zum 16. Jahrestag der Entführung Abdullah Öcalans gehalten hatte, zu einem Jahr Haft verurteilt.
Im Mai 2024 wurde sie zu 30 Jahren und drei Monaten Haft verurteilt.